# Distrikt Qaqortoq
Qaqortoq ist seit 2009 ein grönländischer Distrikt in Westgrönland. Er ist deckungsgleich mit der von 1950 bis 2008 bestehenden Gemeinde Qaqortoq.

## Lage
Der Distrikt Qaqortoq liegt in Südgrönland. Er ist durch den Distrikt Narsaq in zwei Teile geteilt. Der nordwestliche Teil grenzt im Norden an den Distrikt Paamiut, während der südöstliche Teil im Südosten an den Distrikt Nanortalik grenzt.

## Geschichte
Die Gemeinde Qaqortoq entstand 1950 durch die Dekolonialisierung des Kolonialdistrikts Julianehaab, aus dessen nordwestlichen Teil sie bestand. Bei der Verwaltungsreform 2009 wurde die Gemeinde Qaqortoq in die Kommune Kujalleq eingegliedert und zu einem Distrikt.

## Orte
Neben der Stadt Qaqortoq befinden sich folgende Dörfer und Schäfersiedlungen (kursiv) im Distrikt Qaqortoq:
- Eqalugaarsuit
- Eqaluit Akiat
- Illorsuit
- Isortoq
- Kangerluarsorujuk
- Kingittoq
- Qanisartuut
- Qassimiut
- Saarloq
- Saqqaa
- Tasilikulooq
- Tasiluk
- Upernaviarsuk

Daneben befanden sich die folgenden mittlerweile verlassenen Siedlungen und Schäfersiedlungen (kursiv) in der damaligen Gemeinde bzw. im heutigen Distrikt:
- Akia
- Arpatsivik
- Eqaluit
- Kangerluarsorujuup Qinngua
- Qaarsoq
- Qaarsutsiaq
- Qaqortukulooq
- Qeqertarsuaaraq
- Saqqarmiut
- Tatsip Ataa

## Wappen
Das Wappen ist vertikal weiß-blau-weiß geteilt. Darauf befindet sich in verwechselten Farben eine Krone, eine Waage und ein Anker. Die weiße Farbe ist eine Anspielung auf den Stadtnamen („der Weiße“), die blaue Farbe steht für den kurzen Fluss, der durch die Stadt fließt. Die Krone steht für Königin Juliane von Braunschweig-Wolfenbüttel, von der Qaqortoq seinen dänischen Namen Julianehåb hat. Der Anker ist eine Anspielung auf die Hoffnung (dänisch håb) und auf das Meer. Die Waage spielt auf den Kaufmann Anders Olsen als Gründer von Qaqortoq an, soll aber auch für Gerechtigkeit und Gesetzestreue stehen. Das Wappen wurde 1971 angenommen.

## Bevölkerungsentwicklung
Die Einwohnerzahl des Distrikts ist relativ konstant.